# Pogoń Lviv
Maillots
Le Lvivskyy Sportyvnyy Klub Pogoń Lviv (en ukrainien : Львівський Спортивний Клуб Погонь Львів, et en polonais : Pogoń Lwów), plus couramment abrégé en Pogoń Lviv, est un ancien club ukrainien de football fondé en 1904 sur le territoire polonais puis disparu en 1939, et basé à Lviv.
Le club remporte quatre championnats de Pologne dans les années 1920 et finit trois fois deuxième. Avec la Seconde Guerre mondiale, le club disparaît, puis renaît en 2009 grâce au consul de Pologne de la ville et à la communauté polonaise présente à Lviv.

## Historique
- 1904 : fondation du club sous le nom de Pogoń Lwów.
- 1939 : le club cesse ses activités.
- 2009 : refondation du club sous le nom de Pogoń Lviv.

Logo du club
De 1904 à 1939.
Depuis 2009.

## Palmarès
| Compétitions nationales |
| --- |
| - Championnat de Pologne (4) : - Champion : 1921-22, 1922-23, 1924-25 et 1925-26. - Vice-champion : 1931-32, 1932-33 et 1934-35. |

## Entraîneurs du club
| - Eugeniusz Piasecki (1907 - 1909) - Jan Lubicz-Woytkowski (1910) - Stanisław Miziewicz (1910 - 1914) - Rudolf Wacek (1914 - 1921) - Ludwik Koziebrodzki (1921 - 1923) | - Tadeusz Kuchar (1924) - Michał Parylak (1925) - Włodzimierz Dzieduszyński (1926 - 1932) - Ludwik Lepiarz (1933 - 1934) | - Romuald Klimow (1935) - Kazimierz Protassowicz (1936) - Eugeniusz Ślepecki (1937 - 1938) - Jerzy Kozicki (1938 - 1939) |